# 日置駅

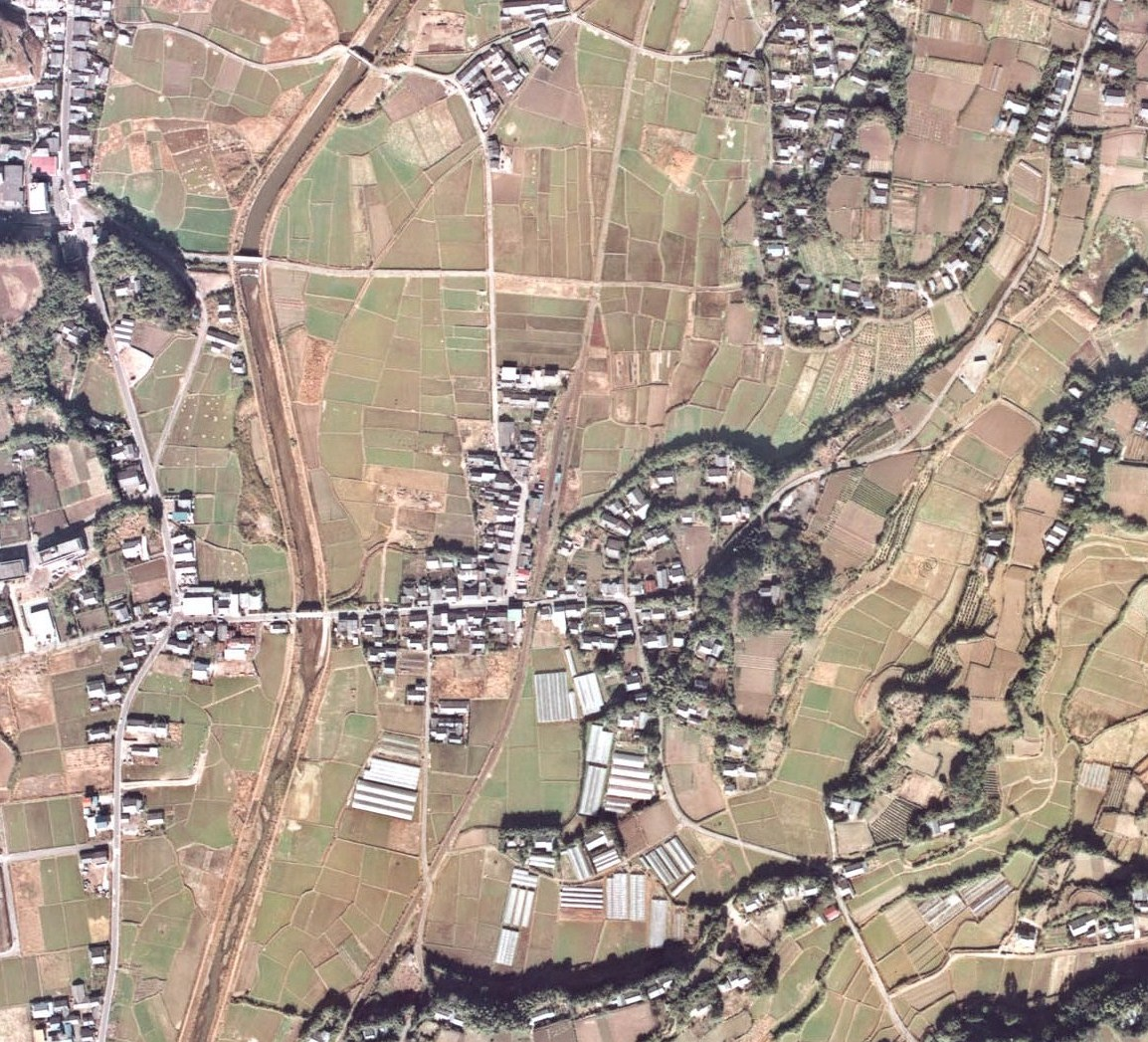
中央部に見えるのが日置駅である。

日置駅（ひおきえき）は、かつて鹿児島県日置郡日吉町大字日置（現・日置市日吉町日置）にあった鹿児島交通枕崎線（南薩鉄道）の駅（廃駅）である。

## 歴史
- 1914年（大正3年）4月1日：南薩鉄道の駅として同線開業と共に日置郡日置村大字日置に日置駅として開業[1]。
開業年の1か月あたりの乗客数は4,000人、貨物発送量700 t、貨物到着200 tであった[1]。
- 1964年（昭和39年）9月1日：三州自動車との会社合併により、鹿児島交通枕崎線の駅となる。
- 1983年（昭和58年）6月21日：水害により伊集院駅と上日置駅の間にある大田トンネルで漏水が発生し使用不可能となる[2]。このため日置駅から加世田駅までの運行となる。
- 1984年（昭和59年）3月17日：同線廃線と共に廃止[2]。

## 駅構造
島式ホーム1面2線であり、交換可能駅だった。

## 取扱貨物
1914年（大正3年）の開業時から1971年（昭和46年）の貨物運輸営業廃止まで貨物の取り扱いが行われていた。
1914年（大正3年）の開業時の取扱貨物は発送量が700 t、到着量が200 tであった。「日吉町郷土誌」によれば瓦、漁網、箕、材木、坑木、木炭、麻、生糸などが発送され、到着貨物には食塩、昆布、そうめん、陶磁器、石炭、砂糖、肥料があった。

## 周辺
以下の施設名称は駅廃止時の1984年（昭和59年）時点のものである。
- 日置郵便局
- 日吉町役場
- 日吉町立日吉中学校
- 日吉町立日置小学校

## 隣の駅
鹿児島交通（南薩鉄道）
枕崎線
上日置駅 - 日置駅 - 吉利駅